# Agate House Pueblo
Agate house Pueblo est un site archéologique du comté de Navajo, dans l'Arizona, aux États-Unis. Il se compose de bâtiments en bois pétrifié partiellement reconstruits. Protégé au sein du parc national de Petrified Forest, il est lui-même inscrit au Registre national des lieux historiques depuis le 6 octobre 1975.